# Sucha Przehyba Wielicka
Sucha Przehyba, Sucha Przehyba Wielicka (słow. Guľatá priehyba) – dość szeroka przełęcz znajdująca się w słowackiej części Tatr Wysokich. Oddziela ona Suchą Kopę (znajduje się tuż pod jej wierzchołkiem) od południowo-zachodnich stoków Zwalistej Turni. W wyższych partiach tych stoków położona jest m.in. Zwalista Baszta.
Sucha Przehyba nie jest dostępna żadnym znakowanym szlakiem turystycznym, ok. 350 m na zachód od niej przebiega zielono znakowany szlak turystyczny prowadzący z Tatrzańskiej Polanki na przełęcz Polski Grzebień.
Pierwszego wejścia na siodło Suchej Przehyby dokonał najprawdopodobniej któryś z myśliwych niegdyś licznie odwiedzających Dolinę Wielicką. Pierwsze wejścia turystyczne nie są udokumentowane, gdyż Sucha Przehyba jest przełęczą łatwo dostępną.